# Stelzenfestspiele bei Reuth

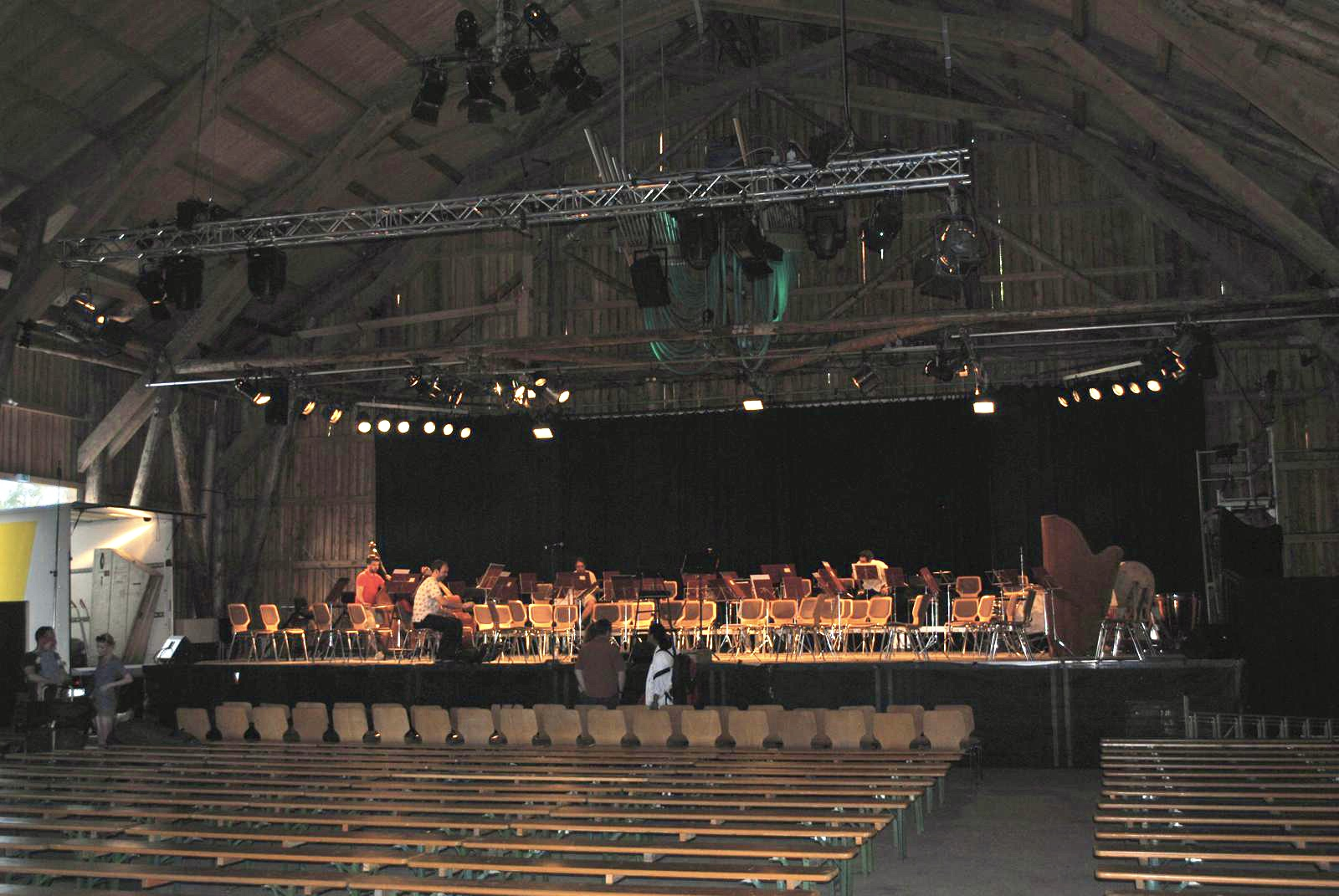
Die Große Festspielscheune vor einem Konzert

Die Stelzenfestspiele bei Reuth sind ein internationales Festival für Musik unterschiedlicher Stilrichtungen, insbesondere für experimentelle Formen von klassischer Musik, Weltmusik und Jazz.
Es findet seit 1993 jährlich in der thüringischen Gemeinde Stelzen in der Nähe des sächsischen Ortes Reuth statt und geht zurück auf eine Reihe von Konzerten des Gewandhausorchesters. Initiator und Intendant ist Gewandhausmusiker Henry Schneider.
Aufführungsorte sind eine Holzbühne im Wald, die Scheune am Hang, der Dorfplatz, die Kirche, die dörfliche Gaststätte "Zum Löwen", die Wiese hinter der Kirche sowie die 2007 eigens gebaute Große Festspielscheune mit 1.200 Sitzplätzen. Sie ist zugleich eine auf Erweiterung ausgelegte Klanginstallation mit verschiedenen Instrumenten aus Alltagsgegenständen wie Kuckucksuhren, mit Hämmern angeschlagenen handelsüblichen Metall-Einschlaghülsen und einer aus einer Landmaschine gebauten Gülleorgel. Eine Besonderheit des Festivals ist die starke Beteiligung der Dorfbewohner, u. a. bei der jährlich neu aufgeführten Landmaschinensinfonie ST 210, einem immer neuartigen experimentellen Stück mit klassischen Instrumenten, Rockinstrumenten, landwirtschaftlichen Maschinen, Videoprojektionen etc.
Seit 1993 wurden über 120.000 Besucher gezählt. Das größte Konzert ist das Abschlusskonzert auf der Waldbühne mit ca. 5.000 Zuschauern. Hauptakteur ist das als inoffizielles Stelzenfestspielorchester fungierende Gewandhausorchester. Darüber hinaus nehmen internationale Künstler sowie Musikensembles aus Deutschland (u. a. Thomanerchor und GewandhausChor) teil.